# Empereurs Padishah de Dune
 (janvier 2025).
Si vous disposez d'ouvrages ou d'articles de référence ou si vous connaissez des sites web de qualité traitant du thème abordé ici, merci de compléter l'article en donnant les références utiles à sa vérifiabilité et en les liant à la section « Notes et références ».
Ne doit pas être confondu avec Padichah.

Les Empereurs Padishah de Dune sont des monarques fictifs apparaissant dans la série de romans de science-fiction du cycle de Dune de Frank Herbert. Dans cet univers de fiction, on désigne l'Empereur Padishah par le terme d’« Empereur d’un million de mondes », ou « le Sublime ».
Son pouvoir militaire important (les Sardaukar) est contrebalancé par la Guilde spatiale, la CHOM, le Bene Gesserit et les Grandes Maisons nobles du Landsraad.
Dans le monde réel, Padishah en persan veut dire le « maître des rois » ; c'est le titre des empereurs iraniens.

## Description et historique
Le titre de noblesse d'Empereur Padishah est créé par les vainqueurs de la bataille de Corrin : Faykan Butler change de nom, pour prendre celui de la Maison Corrino, en l’honneur de sa victoire sur les machines pensantes sur la planète Corrin.
En tant que grand gagnant du Jihad Butlérien, la maison Corrino occupe alors le trône sans discontinuer, jusqu’au règne de l'empereur Shaddam IV. Celui-ci, impliqué aux côtés de la Maison Harkonnen dans un complot contre la Maison Atréides, est renversé. Le duc Paul Atréides — alias Muad'Dib — et ses troupes Fremen, victorieux de Shaddam IV et de ses Sardaukars, capturent l'Empereur et le forcent à abdiquer, laissant la régence à sa fille ainée, la princesse Irulan.
En épousant la princesse Irulan, Paul Atréides monte alors sur le trône. Le terme « Padishah » n'est plus mentionné par la suite, Paul et son fils étant simplement nommés Empereurs. Quelques dizaines d'années plus tard, Paul Atréides, devenu aveugle lors d'un attentat contre sa personne, et conscient, grâce à son don de prescience, des dangers vers lesquels se dirige l’humanité, disparait dans le désert. Le trône est alors occupé en régence par Alia Atréides, la sœur de Paul, en attendant que les enfants de Paul et de Chani, Leto II et Ghanima, soient en âge de régner.
Par la suite, possédée par l’esprit de son grand-père, le baron Vladimir Harkonnen, Alia se suicide, laissant le trône à son neveu, Leto II, le fils de Paul. Leto, prescient lui aussi comme son père, fusionne avec des truites des sables afin de devenir un être mi-ver/mi-homme, quasi immortel et invulnérable, pour guider pendant des siècles l’humanité sur le long et difficile Sentier d'Or.
Quand, des siècles après, Leto Atréides II meurt dans un attentat fomenté par son ghola Duncan Idaho — un clone de l'ancien soldat de la maison Atréides, fourni par le Bene Tleilax — et sa descendante, Siona Atréides, l’Empire s’écroule. La cohésion de l’humanité est alors brisée, et la race des hommes se propage dans tout l’univers, via la Grande Dispersion. La cohésion des forces humaines est alors assurée par les Sœurs du Bene Gesserit, mais le système impérial est totalement brisé et ne se relève plus, bien que les descendants des différentes Grandes Maisons soient encore présents dans l’univers, les gènes originaux de chacun étant dispersés.

## Liste chronologique
- Maison Corrino
  - Faykan Butler (fondateur de la lignée)
  - Jules Corrino (fils du précédent)
  - Salvador Corrino (fils du précédent)
  - Roderick Corrino (frère du précédent)
  - ... (descendants non connus)
  - Raphaël
  - Vutier II
  - Fondil III
  - Elrood IX
  - Shaddam IV (81e et dernier de la lignée Corrino)[1]
    - régence de la princesse Irulan (qui ensuite épouse Paul Atréides)

- Maison Atréides
  - Paul Atréides
  - Alia Atréides (régence)
  - Leto Atréides II (dernier empereur connu)

### Source
- Dune, Frank Herbert, éditions Robert Laffont.  (ISBN 2-266-02664-X)